# Solomon

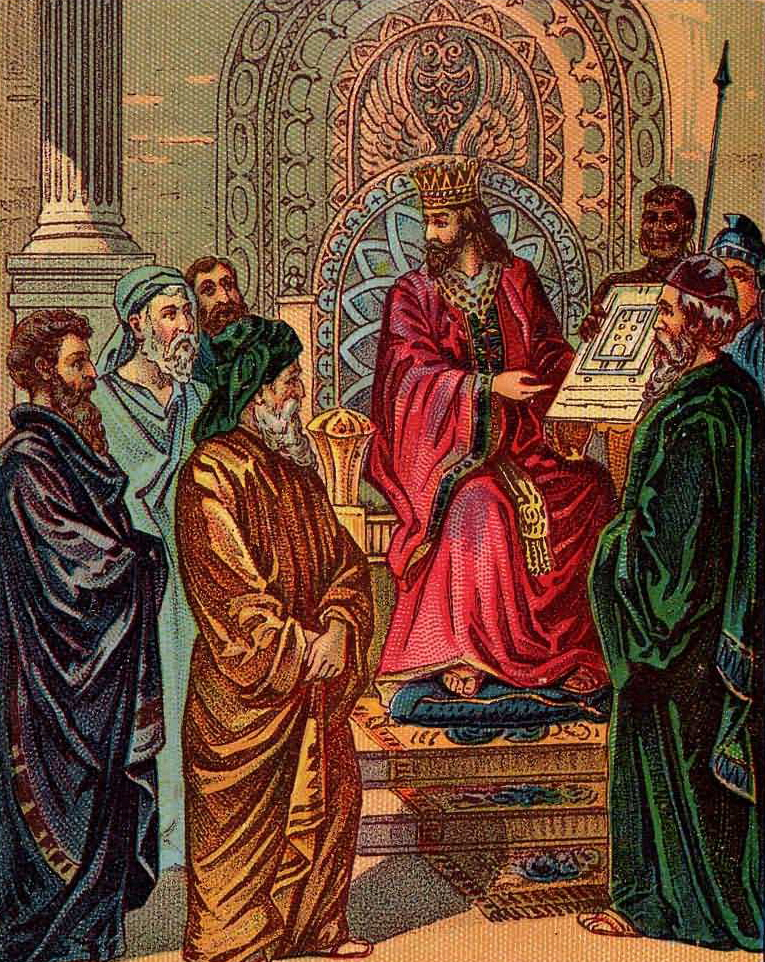
Regele Solomon cu planurile Templului în mână. Ilustrație pentru o biblie publicată de Providence Lithograph Company

Solomon (în ebraică שְׁלֹמֹה, Shlomó sau Šəlomoh; în greacă Σαλομών, Σολομών, Solomón; în latină Salomon (rex); în arabă سليمان, Sulaymān) a fost fiu al lui David și al Batșebei, conducător evreu antic menționat în scrierile biblice  rege al Israelului timp de 40 de ani (probabil între 971-931).  A avut o domnie intrată în legendă, ca prosperă și tihnită (unii arheologi sunt de părere că dimensiunile regatului său au fost probabil reduse și că nu a fost decât un conducător regional într-o zonă deluroasă limitată; alți cercetători, precum arheologii Eilat Mazar, Yossef Garfinkel, Michael Hasel și Martin Kingbeil consideră că domeniul tatălui său și, implicit, al său, erau, totuși, un regat adevărat, mai întins decât s-ar părea); după tradiția biblică a fost ctitorul Templului din Ierusalim; înțelepciunea sa a rămas proverbială  în rândurile locuitorilor evrei, musulmani și creștini ai  Levantului, și apoi din întreaga lume. I s-au atribuit cărțile Ecleziastului, Cartea Proverbelor (sau Pildele lui Solomon) și Cântarea Cântărilor din Vechiul Testament.

## Solomon ca personaj istoric
Din punct de vedere arheologic și istoric, redatarea acestor orașe de la epoca lui Solomon la perioada omridă are implicații enorme.. Ea înlătură singura dovadă arheologică după care ar fi existat vreodată o monarhie unită cu capitala la Ierusalim și arată că David și Solomon erau, în termeni politici, nimic altceva decât căpetenii ai ținutului deluros, a căror rază administrativă era limitată la nivelul local, adică la ținutul deluros.— Israel Finkelstein, Neil Asher Silberman, The Bible Unearthed. Archaeology's New Vision of Ancient Israel and The Origin of Its Sacred Texts.
După opinia arheologilor Finkelstein și Silberman, Solomon nu ar fi fost rege și nu ar fi avut un regat, descrierea din Biblie a regatului său potrivindu-se mai mult perioadei regelui iudeu Manase, vasal al Asiriei:
Considerând problema sub toate aspectele, avem o situație în care condițiile descrise ca fiind din marele regat al lui Solomon seamănă foarte mult cu cele din ținutul regelui Manase. Districte bine administrate și un mare număr de lucrători de corvoadă clădind noi orașe regale; legături comerciale cu lideri străini; caravane către nord trecând prin teritoriul Iudei   și ambasadori din Arabia aflați în Ierusalim - care sunt combinate cu amintiri neclare, împrumutate din zilele de glorie ale comerțului din Israelul aflat la nord - toate susțin credința în vechimea și înțelepciunea strategiei regelui Manase de participare înflăcărată la comerțul și diplomația imperiale.— Israel Finkelstein și Neil Asher Silberman, David and Solomon. In Search of the Bible's Sacred Kings and the Roots of the Western Tradition.
Nu s-au găsit până în prezent dovezi arheologice despre regatul lui Solomon, ci numai din vremea unor regi urmași ai săi. Nu a fost găsită până în prezent nicio urmă a Templului lui Solomon. În schimb, există urme ale celui de-al Doilea Templu, care a fost reconstruit, potrivit Bibliei, în locul acestuia. 

### Descoperire arheologică din anul 2010
La Ofel au fost descoperite în anul 2010 rămășite care susțin relatarea biblică despre regele Solomon și zidul construit de acesta împrejurul Ierusalimului. În Biblie se spune: „Solomon s-a încuscrit cu Faraon, împăratul Egiptului. A luat de nevastă pe fata lui Faraon, și a adus-o în cetatea lui David, până și-a isprăvit de zidit casa lui, casa Domnului, și zidul dimprejurul Ierusalimului.” (3 Regi 3:1).
Au fost dezgropate:
1. O secțiune a unui zid al orașului, de 70 de metri lungime și 6 metri înălțime, localizată într-o zonă cunoscută sub numele de Ofel, între orașul lui David (Ierusalim) și peretele sudic al Muntelui Templului.
2. O poartă interioară de acces în zona rezervată familiei nobilliare a orașului, având înălțimea de 6 metri, construită într-un stil tipic pentru cele din perioada Primului Templu. Are un plan simetric format din patru mici încăperi, două de fiecare parte a coridorului principal.
3. Un turn pe colț, care acoperă o suprafață de 24 pe 18 metri și care oferă perspectiva unei părți importante din Valea Kidronului.
4. O structură regală adiacentă porții. Între marele turn și poarta orașului arheologii au descoperit o secțiune dintr-un turn de colț care are 8 metri lungime și 6 metri înălțime.
5. Pe mânerele unei căni s-au găsit inscripționate cuvintele „către rege”.
6. Rămășițe ale unor recipiente mari, care au supraviețuit focului, având înălțimea de 1,15 m. Un recipient are o inscripție parțială „al administratorului”. Eilat Mazar susține că ar fi vorba de brutari; inscripția este în ebraică veche și indică faptul că aparținea unei înalte oficialități.
7. Au fost descoperite peceți de lut  cu nume evreiești, ceea ce indică și ele natura regală a structurii.

Cioburile, particularitățile zidului și ale porții trimit la secolul al X-lea.
Excavările de la Ofel s-au desfășurat pe o perioadă de trei luni sub patronajul sub patronajul Universității Ebraice din Ierusalim, fiind sponsorizate de Daniel Mintz și Meredith Berkman, un cuplu interesat de arheologia biblică. Săpăturile s-au făcut în cooperare cu Autoritatea Antichităților a Israelului, Autoritatea israeliană pentru parcuri și rezervații naturale, și Compania pentru dezvoltarea Ierusalimului de est. La săpături au participat studenți de la Facultatea de Arheologie a Universității Ebraice din Ierusalim, studenți voluntari de la Colegiul Herbert W. Armstrong din Edmond, Oklahoma și alți muncitori angajați.
Totuși, alți arheologi susțin că narațiunea biblică care ar reflecta existența unei monarhii puternice la Ierusalim este în mare parte mitică și că în acea epocă nu se putea vorbi despre o administrație puternică.

Aren Maeir, un profesor de arheologie la Universitatea Bar Ilan, afirma că nu au fost prezentate dovezi că fortificațiile ar fi atât de vechi pe cât susține Mazar. Există rămășițe din Ierusalimul secolului al X-lea, afirma el, dar dovezile pentru un regat puternic și centralizat din acel timp rămân „precare”.— Abe Selig, 'J'lem city wall dates back to King Solomon', Jerusalem Post, 23 februarie 2010
Într-o carte publicată în octombrie 2010, Michael Coogan scrie:
Ierusalimul nu făcea excepție, altfel decât că nu prea era un oraș — conform standardelor noastre era doar un sat. Pe vremea lui David, populația sa era de doar câteva mii, care trăiau pe circa doisprezece acri, aproximativ egali cu două cvartale din din centrul  Mahattanului.— Michael Coogan, God and Sex. What the Bible Really Says.
În documentarul BBC „Secretele îngropate ale Bibliei” din 2011, dr. Francesca Stavrakopoulou afirma, după ce se consultase cu Baruch Halpern, Yosef Garfinkel și Doron Spielman (ultimii doi fiind șefi de excavații ale unor situri pretins davidico-solomonice) că, deși unele descoperiri recente ar putea pune la îndoială teoriile lui Finkelstein, teza regatului unit sub domnia lui David rămâne nesusținută de dovezi arheologice, fie și pe motivul menționării doar în treacăt de către Biblie a realizărilor politice ale regelui Omri, asupra existenței și puterii căruia există dovezi arheologice de netăgăduit. După Stavrakopoulou, acest lucru indică resentimentele față de regatul Israel ale autorilor din regatul Iuda.
După ce Eilat Mazar a descoperit palatul lui David în 2005, Garfinkel l-ar fi descoperit în 2013, în alt loc, la o distanță de 25 de kilometri în linie dreaptă — la fel de nesigur.
Existența regatului evreu unit este o ipoteză care trebuie abandonată, conform lui Oded Lipschits în Jewish Study Bible, ediția a doua, din 2014, de la Oxford University Press (Aren Maeir a confirmat în aceeași carte lipsa de dovezi arheologice pentru Monarhia Unită). Amihai Mazar confirmă diversitatea de opinii ale specialiștilor pe subiectul Monarhiei Unite.
Conform lui William G. Dever, un arheolog proeminent dar foarte conservator, în secolul al X-lea î.Hr. Regatul Iuda era „un stat aflat într-un stadiu timpuriu și rudimentar”, care „nu a fost bine consolidat până în secolul al IX-lea î.Hr.”, iar Regatul Israel a avut o dezvoltare separată în secolul al IX-lea î.Hr.
Conform unui manual din anul 2020, publicat la Oxford University Press, relatarea Bibliei despre David și Solomon nu este nici pură fantezie, nici istorie riguroasă, ci ceva undeva pe la mijloc. De asemenea, manualul motivează că lipsa de scrieri/inscripții din secolele X-IX î.Hr. se datorează insignifianței Regatului Iuda. Conform manualului, este foarte probabil că David și Solomon au fost politeiști, deoarece monoteismul nu a fost popular înaintea Exilului în Babilon.

## Perspectiva biblică
Pentru creștinătate Solomon este cel care, cerând de la Dumnezeu înțelepciune pentru a-și conduce poporul, a primit „o minte înțeleaptă și pricepută” cum n-a avut nimeni înainte de el, și cum nu va avea nimeni după el , cunoștințe multe ca nisipul mării în domeniile zoologiei și botanicii și care, pe deasupra, mai primește bogații și slavă, așa încât în timpul vieții lui nu va mai fi niciun rege ca el. Isus face referire la înțelepciunea și slava  lui Solomon. Solomon ar fi scris trei mii de pilde, din care o parte (cca 800) alcătuiesc cartea biblică „Proverbele lui Solomon” (în care Solomon este considerat principalul autor, poate cu cca 90% din întreaga carte, lucru contrazis, însă, de majoritatea cercetătorilor critici ai Bibliei, în frunte cu James L. Crenshaw, Roland E. Murphy și L. G. Perdue, cartea fiind imposibil de datat), o mie cinci cântări (Biblia are doi psalmi care-i poartă numele, psalmul 72 și 127). Cu toate acestea, Solomon, ,,târât de iubire’’, s-a ,,alipit’’ de unele din cele șapte neamuri descrise ca mai mari la număr și mai puternice decât cel israelit , neamuri interzise de Dumnezeu regilor Israelului (hitiți, ghirgasiți, amoriți, canaaniți, fereviți, heviți, iebusiți-), iubind femei străine moabite, amonite, edomite, sidoniene și hetite (afară de fata lui Faraon-probabil Siamon, dinastia a XXI-a-). El a avut șapte sute de neveste și trei sute de țiitoare. El ar fi fost pedepsit cu „ruperea împărăției” de la el din mâna fiului său, Roboam (Rehavam), și oferirea a 10 seminții slujitorului său, Ieroboam I(Yaravam I), cu lăsarea unei seminții fiului său. Spre sfârșitul domniei Solomon ar fi avut doi vrăjmași: Hadad, regele Edomului și Rezon, regele Aramului (în Siria).

### Sfaturile lui David
Cartea întâi a Regilor relatează cum David, care se apropia de clipa morții, a dat următoarele îndrumări fiului său, Solomon:
1. Să păzească poruncile Domnului pentru a izbuti în tot ceea ce va face și pentru a nu fi lipsit niciodată de un urmaș pe scaunul de domnie al lui Israel.
2. Să facă după înțelepciunea sa nelăsând că „perii albi” ai lui Ioab să „se pogoare în pace în locuința morților”, pentru că el ,,a vărsat sânge de război în timp de pace”, ucigându-i pe Abner și pe Amasa, două căpetenii ale oștirii lui Israel.
3. Să arate recunoștință față de Barzilai, Galaaditul, care-l ajutase pe David când acesta fugea de Absalom.
4. Să nu-l lase nepedepsit pe Șimei, care rostise mari blesteme împotriva sa, dar căruia îi promisese că nu-l va omorî cu sabia. David îl sfătuiește ca, potrivit cu înțelepciunea sa, să-i „pogoare perii albi însângerați în locuința morților”.

### Uzurpatorul Adonia recidivează și este pedepsit cu moartea
Cărțile istorice ale Vechiului Testament istorisesc cum fiul lui David pe care acesta „nu-l mustrase niciodată”, Adonia, fiul Haghitei, „frumos la chip”, s-a semețit și s-a răzvrătit , împreună cu Ioab și cu preotul Abiatar, împotriva propriului tată, făcându-se pe sine rege. La sugestia proorocului Natan, Batșeba îi amintește foarte bătrânului David că i-a jurat că Solomon va sta pe scaunul de domnie, îi spune că Adonia s-a proclamat rege și îi spune că după moartea sa ea și Solomon vor fi priviți ca vinovați. Bătrânul David ordonă ca Solomon să fie uns rege de preotul Țadoc și proorocul Natan la Ghihon.
Auzind de înscăunarea lui Solomon - se continuă în „Cartea întâi a regilor” - toți cei poftiți la ospățul de cinstire a „regelui Adonia”, s-au umplut de spaimă, s-au sculat și au plecat care încotro. Adonia însuși, temându-se de Solomon, fuge și se apucă de coarnele altarului, implorând ca regele să-i jure că îi va cruța viața. Solomon îi mai dă o șansă (legea îi dădea dreptul să-l pedepsească cu moartea pentru uzurparea tronului) și îi promite că, dacă va fi cinstit „un fir de păr nu-i va cădea, dar dacă se va găsi răutate în el, va muri”. Adonia se închina noului rege și Solomon îi spune să meargă acasă. Totuși, Adonia o roagă pe Batșeba, să ceară de la Solomon pe Abișag-Sunamita, fecioară tânără și frumoasă pusă să slujească și să-i încălzească patul lui David, care nu se împreunase cu împăratul. Întrucât gestul era un prim pas spre o nouă revendicare a tronului, o nouă tentativă de uzurpare a tronului, Solomon ordonă uciderea lui Adonia, după promisiunea făcută.
Abiatar a fost scos din slujbă și trimis la moșiile lui din Anatot și înlocuit cu preotul Țadok.

### Ucigașul Ioab este pedepsit cu moartea pentru două crime făcute în timp de pace
„Cartea întâi a regilor” relatează cum Ioab fuge și el către coarnele altarului și Solomon ordonă uciderea lui pentru ca astfel să fie luat de pe el și de pe casa tatălui lui „sângele pe care l-a vărsat Ioab fără temei”, pentru că „a vărsat sânge de război în timp de pace”. Domnul face astfel ca „sângele lui să cadă asupra capului lui pentru că a lovit doi bărbați mai buni și mai drepți decât el”, și i-a ucis cu sabia fără știrea regelui David: pe Abner, căpetenia oștirii lui Israel și pe Amasa, căpetenia oștirii lui Iuda. Benaia este pus în locul lui Ioab.

### Blasfematorul regelui David, Șimei, greșește din nou și este pedepsit cu moartea
„Cartea întâi a Regilor” continuă înfățișând cum regele Solomon îl cheamă pe Șimei, care aparținea familiei și casei lui Saul, la el și îi spune să-și construiască o casă la Ierusalim, avertizându-l că, în situația în care va trece pârâul Chedron, va muri. Porunca avea menirea de a testa temeinicia fidelității față de noul rege, Solomon.
În „Cartea a doua a lui Samuel” vedem ca acesta se făcuse vinovat de aducerea de mari blesteme împotriva regelui David, faptă care se pedepsea cu moartea. Astfel, într-un moment în care Absalom preluase puterea și David fugea de el, Șimei îl blestemase pe David și aruncase cu pietre după el și după toți slujitorii regelui. Șimei, om din familia și casa lui Saul, îi mai spusese că este un om al sângelui și un om rău, adăugând că Dumnezeu face să cadă asupra lui pedeapsa pentru tot sângele casei lui Saul, al cărui scaun de domnie l-ar fi luat (acesta era un neadevăr) prin darea regatului în mâna lui Absalom. Abișai, slujitorul lui David, îi cere atunci permisiunea de a aplica legea, adică de a-i tăia capul, dar David refuză spunând.
„Ce aveți voi cu mine, fiii Țeruiei? Dacă bleastămă, înseamnă că Domnul i -a zis: „Bleastămă pe David!” Cine -i... va zice dar: „Pentru ce faci așa?”
Și David a zis lui Abișai și tuturor slujitorilor săi: „Iată că fiul meu, care a ieșit din trupul meu, vrea să-mi ia viața; cu cât mai mult Beniamitul acesta! Lăsați -l să blesteme, căci Domnul i -a zis.
Poate că Domnul se va uita la necazul meu, și-mi va face bine în locul blestemelor de azi.”
Când David își recapătă tronul-continuă aceeași carte istorică- același Simei iese înaintea regelui și îl roagă să nu țină seama și să uite nelegiuirea făcută. Același Abișai îl întreabă pe David dacă acesta nu trebuie pedepsit cu moartea pentru că a blestemat pe unsul Domnului (așa cum cerea legea). David îi răspunde: „Ce am eu cu voi, fiii Țeruiei, și pentru ce vă arătați astăzi protivnicii mei? Astăzi să se omoare oare vreun om în Israel? Nu știu eu că domnesc azi peste Israel?” , spunând așadar că nu e momentul, și îi jură lui Simei că nu-l va omorî.
Șimei jură pe Domnul în fața lui Solomon că așa va face. După trei ani, doi slujitori de-ai săi au fugit la Achiș, regelui Gatului și Șimei s-a dus după ei și i-a adus înapoi. Pentru că a nesocotit jurământul Domnului și porunca lui Solomon, Șimei este pedepsit cu moartea. Așa cum constată însuși Solomon, Dumnezeu a întors tot răul pe care i-l făcuse acesta regelui David asupra capului său. Și astfel regatul s-a întărit în mâinile lui Solomon.

### Darul primit de Solomon
„Cartea întâi a Regilor” relatează cum Dumnezeu îi apare în vis tânărului rege încuscrit cu Faraonul, la Gabaon (cea mai însemnată înălțime), spunându-i să-i ceară ce vrea să-i dea. Solomon, „care iubea pe Domnul și se ținea de obiceiurile tatălui său, David” îi răspunde că, fiind „tânăr și neîncercat”, și-ar dori „o minte pricepută” pentru a putea domni și judeca peste acest popor numeros(poporul evreu), deosebind binele de rău.. Lui Dumnezeu îi place că tânărul rege n-a cerut pentru el, așa cum ar fi făcut-o alții, nici viață lungă, nici bogății, nici moartea vrăjmașilor, ci a cerut pricepere ca să facă dreptate, și îi dă „o minte înțeleaptă și pricepută” cum n-a avut nimeni înainte de el, și cum nu va avea nimeni după el.
Cărțile istorice ale Vechiului Testament povestesc că Dumnezeu a dat lui Solomon și foarte mare pricepere și cunoștințe multe ca nisipul mării. Înțelepciunea sa întrecea înțelepciunea tuturor fiilor Răsăritului și toată înțelepciunea egiptenilor. El era mai înțelept decât orice om, mai mult decât Etan, Ezrahitul, mai mult decât Heman, Calcol și Darda, fiii lui Mahol
„Cartea întâi a regilor” arată că Solomon a rostit trei mii de pilde și a alcătuit o mie cinci cântări, a vorbit despre copaci, de la cedrul de Liban până la isopul ce crește pe zid, despre dobitoace, despre păsări, despre târâtoare și despre pești 
Cărțile cu caracter istoric ale Vechiului Testament istorisesc că faima înțelepciunii sale devenise așa de mare încât veneau oameni din toate colțurile lumii, inclusiv cei trimiși de regii pământului ca să audă înțelepciunea pe care o pusese Dumnezeu în mintea lui. Regina din Saba a venit să-l încerce prin întrebări grele iar Solomon i-a răspuns la toate întrebările, așa încât regina exclamă că „nici pe jumătate nu i s-a spus” și că are mai multă înțelepciune și propășire decât i se răspândise faima.

### Solomon rezolvă o problemă încurcată

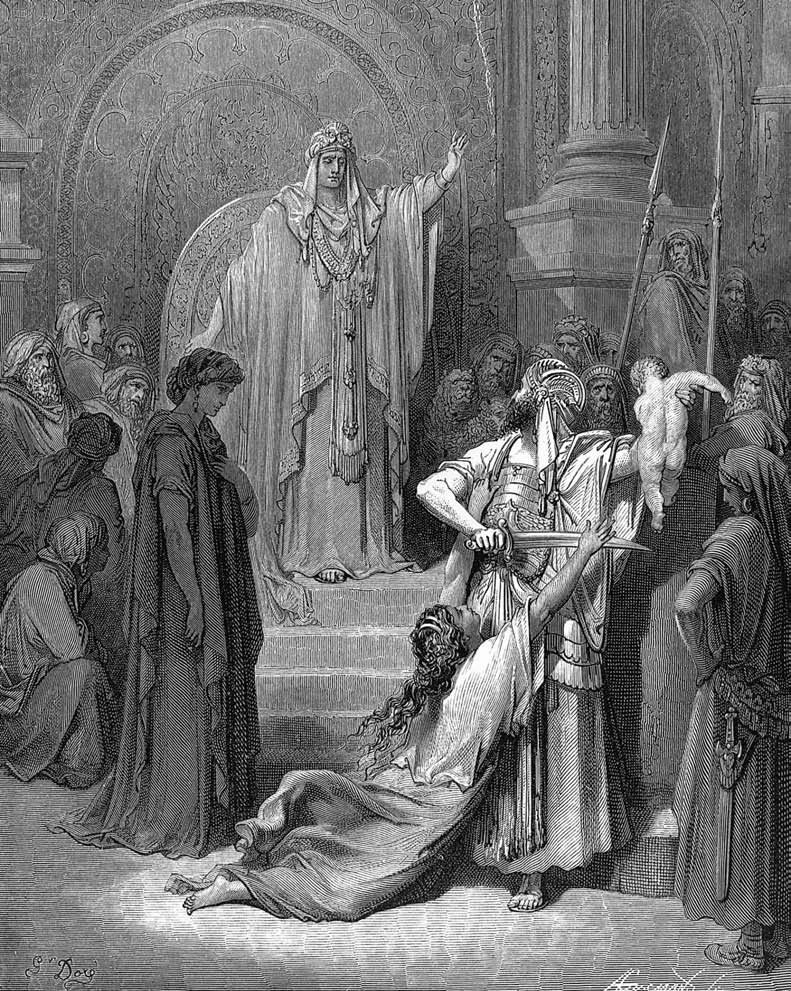
Judecata lui Solomon de Gustave Doré

„Cartea întâi a regilor”, înfățișează cum, căpătând darul cerut de la Dumnezeu, înțelepciunea, Solomon rezolvă magistral încurcată problemă a copilului revendicat de două prostituate. Una o acuză pe cealaltă că și-a omorât copilul culcându-se din neglijență peste el, și că l-ar fi schimbat cu al ei, în condițiile în care ele trăiau în aceeași casă, născuseră la trei zile distanță și nu era nimeni cu ele în casă. Solomon cere o sabie și spune să fie tăiat copilul în două și să le fie dat fiecăreia jumătate. Mamei adevărate i se rupe inima pentru copil, așa că îi spune lui Solomon să nu îl omoare, ci să-i dea mai bine celeilalte copilul, în timp ce cealaltă este de acord cu propunerea regelui. Atunci Solomon își dă seama al cui este copilul și-l încredințează acesteia. Tot Israelul a auzit de hotărârea pe care o rostise regele. Și s-au temut de rege-continuă relatarea- căci au văzut că înțelepciunea lui Dumnezeu era în el, povățuind -l în judecățile lui.

### Celelalte daruri: bogații și slavă
„Cartea întâi a Regilor” relatează că pe deasupra, Dumnezeu îi dă și ceea ce n-a cerut, adică îi dăruiește bogății și slavă, așa încât în timpul vieții lui nu va mai fi niciun împărat ca el. Dumnezeu îi mai promite-adaugă aceeași carte- că dacă va păzi poruncile Domnului, îi va lungi și zilele.
În privința slavei, Solomon stăpânea peste Iuda și Israel, unde, arată „Cartea întâi a Regilor”, locuitorii, care „mâncau, beau și se veseleau” ajunseseră ca „nisipul de pe țărmul mării”. El stăpânea și toate împărățiile „de la Râu până în țara filistenilor și până la hotarul Egiptului”, „stăpânea peste toată țara de dincoace de Râu, de la Tisah până la Gaza, peste toți regii de dincoace de Râu” iar supușii săi „îi aduceau daruri, fiindu-i supuși tot timpul vieții lui”.
Solomon avea pace pretutindeni de jur împrejur.
În privința bogăției, împăratul Solomon a întrecut pe toți regii pământului în bogații, istorisește „Cartea întâi a Regilor”

#### Dările
Greutatea aurului care venea pe an era uriașă, cca 30 000 kg aur, „afară de ce scotea de la negustorii cei mari și din negoțul cu mărfuri, de la toți regii Arabiei și de la dregătorii țării”, arată „Cartea întâi a Regilor”.

#### Scuturile
Cărțile istorice ale Vechiului Testament relatează cum regele Solomon a făcut două sute de scuturi mari de aur bătut, și pentru fiecare din ele a întrebuințat șase sute de sicli de aur, adică 10 kg de aur (1 siclu de aur=16,36 gr; 600 sicli=9816gr, aprox 10 kg) și alte trei sute de scuturi mici de aur bătut, întrebuințând trei mine de aur, adică 2,5 kg aur.(1mină aur=818 grame, 3 min=2,5 kg aur); și regele le -a pus în casa numită Pădurea Libanului.

#### Luxul curții
„Cartea întâi a Regilor” istorisește faptul că regele a făcut un mare scaun de domnie de fildeș, și l -a acoperit cu aur curat. Scaunul acesta de domnie avea „șase trepte, și partea de sus era rotunjită pe dinapoi, de fiecare parte a scaunului erau răzimători: lîngă răzimători stăteau doi lei, și pe cele șase trepte stăteau doisprezece lei de o parte și de alta. Așa ceva nu s'a făcut pentru nici o împărăție”.
La curtea sa-continuă aceeași carte- toate paharele erau de aur și toate vasele din casa pădurii Libanului erau de aur curat, căci pe vremea lui Solomon „argintul nu avea nicio trecere” fiind „tot atât de obișnuit ca pietrele, și cedrii tot așa de mulți ca smochinii din Egipt care cresc pe câmpie”. Corăbiile din Tars îi aduceau, la fiecare trei ani, aur și argint, fildeș, maimuțe și păuni.

#### Caii
Cărțile istorice ale Vechiului Testament istorisesc că Solomon dispunea de 1400 de care și 12 000 de călăreți, 40 000 de iesle, caii și carele fiind aduse din Egipt la un preț hotărât(1car=600 de sicli, 1 cal=150 de sicli).

### Construirea Templului
„Cartea întâi a Regilor” relatează cum Solomon îi trimite vorbă lui Hiram, care „îl iubise totdeauna pe David” și care-și trimisese slujitorii la el, spunându-i că tatăl său, David, n-a putut să zidească o casă Domnului, Dumnezeului lui, din pricina războaielor cu care l-au înconjurat vrăjmașii lui, dar că, acum Domnul i-a dat lui odihnă din toate părțile, el neavând nici potrivnic, nici nenorociri, așa că are de gând să zidească o casă Numelui Domnului, precum l-a anunțat însuși Dumnezeu pe David 
Cărțile istorice ale Vechiului Testament istorisesc cum Solomon îi cere lui Hiram, regelui Sidonului, să aducă cedrii și chiparoși pentru construcția Templului, știut fiind faptul că „nimeni nu se pricepe să taie lemne ca sidonienii” și îi promite simbria dorită de acesta. Hiram îi răspunde că cedrii vor fi trimiși pe mare în plute până la locul dorit, iar Solomon îi trimite merinde, așa cum i se ceruse. Între Hiram și Solomon a fost pace, și au făcut legământ împreună. Totuși, mai târziu, apar neînțelegeri, căci Hiram este nemulțumit de cele 20 cetăți oferite de Solomon, (numind țara în care se aflau Cabul, nume rămas până în zilele noastre) în schimbul lemnelor de cedru, chiparos și aurului(120 talanți) pe care le livrase regelui Israelului.
Solomon - continuă relatarea- ia 30 000 de oameni de corvoadă din Israel, și-i trimite cu schimbul în Liban. Acești oameni de corvoadă proveneau de la popoarele străine rămase în cetățile cucerite de Solomon. (amoriți, hitiți, fereziți, heviți, iebusiți), nefăcând parte din fiii lui Israel. Regele mai avea 70 000 de purtători de poveri și 80 000 tăietori de pietre în munți, conduși de 3300 de căpetenii. Solomon a poruncit să se scoată pietre „mari și mărețe”, cioplite pentru temeliile casei. Lucrătorii lui Solomon, ai lui Hiram, și Ghibliții, le-au cioplit, și au pregătit lemnele și pietrele pentru zidirea casei.

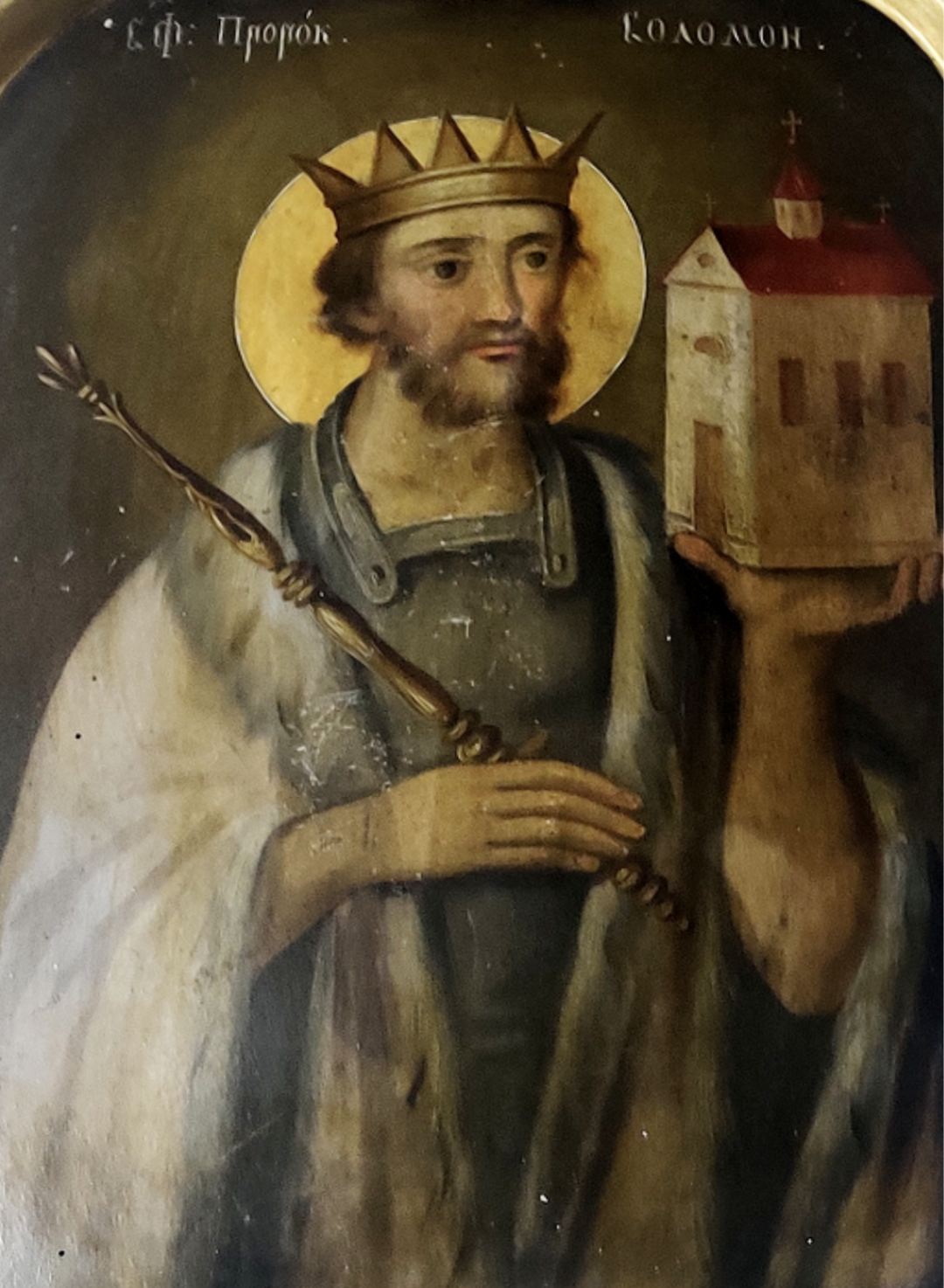
Regele Solomon și templul

Solomon a zidit casa Domnului, în al patru sute optzecilea an după ieșirea fiilor lui Israel din țara Egiptului, în al patrulea an al domniei lui peste Israel, în luna Ziv, care este luna a doua. Templul a fost construit în 7 ani, isprăvit în anul al 11-lea, în a opta lună.. 
La cererea lui Solomon, Hiram a făcut și doi stâlpi de aramă pe care i-a pus în curtea Templului.
S-au făcut și uneltele pentru casa Domnului.
Lucrarea de zidire a Templului este descrisă amănunțit în capitolul 6 din „Cartea întâi a regilor”.
Faptele Apostolilor îl menționează de trei ori pe Solomon, în două dintre mențiuni se face referire la pridvorul lui Solomon (FA3.11,5.12) iar în cealaltă mențiune este reprodus discursul lui Ștefan în care acesta spune:Și Solomon a fost acela care I -a zidit (Lui Dumnezeu-n.r) o casă.(FA 7.47)

### Celelalte construcții
„Cartea întâi a regilor” menționează și alte construcții
1. Casa sa, Milo și casa din pădurea Libanului. Solomon și-a zidit și casa lui, pe care a terminat-o în 13 ani; a zidit mai întâi casa din pădurea Libanului(100 lungime, lățimea de 50 și înălțimea de 30).[6][38][55].Pentru adunări și serbări de stat, era folosită „casa Pădurii Libanului”, care-și trage numele de la numeroasele coloane din lemn de cedru libanez, care împodobeau încăperea. În această clădire se afla garda regală formată din 300 de ostași cu lănci și scuturi de aur. (Alfred Hârlăoanu). Cea de-a doua reședință era pentru soția sa, prințesa egipteană și suita sa numeroasă.[6]
2. Cetăți zidite: Ghezer(cucerită de Faraon și dată ca zestre fetei sale, nevasta lui Solomon), Bet-Horonul de jos, Baalatul și Tadmorul- magazii, pentru care și călărime.[6]
3. Zidurile Ierusalimului, Hațorului, Meghidoului, Ghezerului.
4. Corăbii făcute la Etion-Gheber, lângă Elot, pe țărmurile mării Roșii, în țara Edomului.

### Solomon târât de iubire se încuscrește cu neamurile interzise
Deși Dumnezeu interzisese încuscrirea cu 7 neamuri „mai mari la număr și mai puternice” decât cel israelit (hitiți, ghirgasiți, amoriți, canaaniți, fereviți, heviți, iebusiți), așa cum relatează cartea Exodului și Deuteronomului pentru ca fiilor lui Israel să nu le fie întoarse negreșit inimile către dumnezei străini, Solomon a nesocotit porunca Domnului. „Cartea întâi a Regilor” relatează cum el s-a „alipit” de unele din aceste neamuri „târât de iubire”: a iubit, pe lângă fata lui Faraon, 700 de crăiese împărătești moabite, amonite, edomite, sidoniene și hetite și 300 țiitoare. La bătrânețe, femeile i-au abătut inima, i-au plecat inima spre alți dumnezei, după cuvântul Domnului, și, astfel, inima „nu i-a rămas în totul a lui Dumnezeu, cum fusese inima tatălui său, David”.
Domnul s-a mâniat pe Solomon- continuă relatarea- pentru că el își abătuse inima de la Domnul Dumnezeul lui Israel, care i se arătase de două ori, și nu păzise poruncile Domnului care-i spusese să nu meargă după alți dumnezei. Dumnezeu îl pedepsește cu ruperea domniei de la el, din mâna fiului său (Roboam) și darea acesteia slujitorului său (Ieroboam), cu lăsarea totuși a unei seminții fiului său.

#### Pedepsele lui Dumnezeu cad asupra lui Solomon
Cărțile istorice ale Vechiului Testament istorisesc că Dumnezeu îi „ridică vrăjmași” lui Solomon pe Hadad, Edomitul, pe Rezon, fiul lui Eliada, rege al Siriei dar și pe Ieroboam. Hadad, edomitul, din neamul regesc al Edomului, fugise în Egipt și se încuscrise cu Faraon, căsătorindu-se cu sora împărătesei Tahpenses, și acum voia să se reîntoarcă în țara lui când aude că David și cu Ioab muriseră. Rezon îi era și el vrăjmaș în această perioadă-continuă relatările- căci David ucisese oștile stăpânului său. Pe lângă asta, „Cartea întâi a Regilor” relatează că, fiindcă era „tare și viteaz”, Ieroboam, slujitorul lui Solomon (fiul lui Nebat și al văduvei Țerua), primește de la rege „privegherea peste toți oamenii de corvoadă din casa lui Iosif” și se întâlnește cu proorocul Ahia din Silo, care îi proorocește stăpânirea asupra a zece din semințiile regatului lui Solomon. Solomon încearcă să-l omoare pe Ieroboam, dar acesta se refugiază în Egipt, la faraonul Șisac, unde stă până la moartea urmăritorului său. Solomon a domnit 40 de ani.